# Bob de Vries
Bob de Vries (ur. 16 grudnia 1984 w Haule) – holenderski łyżwiarz szybki, dwukrotny medalista mistrzostw świata oraz zdobywca Pucharu Świata.

## Kariera
Pierwsze sukcesy w karierze Bob de Vries osiągnął w 2011 roku, kiedy zdobył dwa medale podczas dystansowych mistrzostw świata w Inzell. W biegu na 10 000 m zajął drugie miejsce, rozdzielając na podium swego rodaka Boba de Jonga i Rosjanina Iwana Skobriewa. Ponadto wspólnie z Janem Blokhuijsenem i Koenem Verweijem zajął trzecie miejsce w biegu drużynowym. Kilkukrotnie stawał na podium zawodów Pucharu Świata, odnosząc przy tym jedno zwycięstwo: 14 marca 2014 roku w Heerenveen był najlepszy w starcie masowym. Najlepsze wyniki osiągnął w sezonie 2013/2014, kiedy zwyciężył w klasyfikacji końcowej startu masowego. Ponadto w sezonie 2010/2011 był trzeci w klasyfikacji 5000/10 000 m, przegrywając tylko z de Jongiem i Skobriewem. Nigdy nie wystąpił na igrzyskach olimpijskich.
Jego siostra, Elma, oraz brat, Bart de Vries, również uprawiają łyżwiarstwo szybkie.